# Coenobasis
Coenobasis is een geslacht van vlinders van de familie slakrupsvlinders (Limacodidae).

## Soorten
- C. albiramosa (Walker, 1865)
- C. amoena Felder, 1874
- C. argentilinea Aurivillius, 1900
- C. chloronoton Hampson, 1916
- C. farouki Wiltshire, 1947
- C. hemichlora Grünberg, 1910
- C. intermedia Janse, 1964
- C. panochra Janse, 1964
- C. postflavida Hampson, 1910
- C. turneri West, 1937
- C. turnina West, 1937